# São João Baptista (Tomar)
Pour les articles homonymes, voir São João Baptista et Baptista.
 (août 2019).
São João Baptista est une freguesia portugaise située dans le district de Santarém.
Avec une superficie de 13,05 km2 et une population de 6 103 habitants (2001), la paroisse possède une densité de 467,6 hab/km2.